# El Olvido, Atzalan
El Olvido är en ort i Mexiko.   Den ligger i kommunen Atzalan och delstaten Veracruz, i den sydöstra delen av landet, 220 km öster om huvudstaden Mexico City. El Olvido ligger 926 meter över havet och antalet invånare är 335.
Terrängen runt El Olvido är lite bergig. Runt El Olvido är det ganska tätbefolkat, med 100 invånare per kvadratkilometer. Närmaste större samhälle är Tlapacoyan, 14,7 km nordväst om El Olvido. I omgivningarna runt El Olvido växer i huvudsak städsegrön lövskog.